# フィービ・スネツィンジャー
フィービ・スネツィンジャー（Phoebe Snetsinger、旧姓バーネット(Burnett)、1931年6月9日 - 1999年11月23日）は、アメリカの野鳥観察家である。生涯に8398種以上の野鳥を観察したことで有名で、これは当時の世界最高記録であった。
広告業界の有力者レオ・バーネットの娘であり、相続した財産を使って、趣味の追求のための多数の旅行を行った。

## 若年期と教育
スネツィンジャーはイリノイ州レイクズーリックの小さな小学校に通学した。他の生徒は2人だけだった。11歳のとき、4Hクラブで当時13歳だった将来の夫と出会った。スワースモア大学をドイツ語を主専攻として卒業した。夫が韓国で兵役を終えた後、2人は修士課程に進み、ドイツ文学の修士号を受けた。

## 野鳥観察の経歴
1965年にキマユアメリカムシクイを見てから野鳥観察を始めたが、1981年に医者から末期の悪性黒色腫（メラノーマ）であると診断されるまでは、それほど熱心には野鳥観察をしていなかった。彼女は、自宅で療養せずに、野鳥観察のためにアラスカへ旅行した。自宅に戻ると、癌が寛解期になっていた。その時以来、しばしば遠い地域へ旅行するようになった。時には危険な環境や政治状況の地にも行き、観察記録を増して行った。アマチュア鳥類学者として、特に特徴的な亜種に関して、彼女はおびただしい量の観察記録をとった。その多くはその後完全な種として再分類された。

## 事故死
1999年にマダガスカルでの観察旅行中、彼女が乗っていたバンが転覆し、即死した。末期癌と宣告されてから18年後だった。彼女が初めて見た最後の鳥は、その2年前に発見された新種である、オオハシモズ科のカタアカオオハシモズだった。
スネツィンジャーの回顧録『Birding on Borrowed Time』（余分の人生の野鳥観察）は、アメリカバードウォッチング協会(ABA) によって、2003年に発表された。ABAはこの本について、「単なる旅行記ではなく、鳥についてのフィービ・スネツィンジャーの強い執念が末期の病気に対処する方法になった方法が述べられた、非常に感動的なヒューマンドキュメントである」と説明している。

## 子供
スネツィンジャーの4人の子供のうち3人が鳥類研究者となった。彼女の息子のトーマス・J・スネツィンジャーは、絶滅の危機に瀕したハワイの固有の鳥を専門としている。